# Digitalur
Et digitalur er et elektronisk ur eller kronometer med et klokværk uden bevægelige dele, hvor tiden vises med tal på en skærm.
Digitalure findes i alle størrelser og former, som vækkeure, armbåndsure og vægure samt som ure indbygget i andre apparater, eksempelvis i komfur, bageovn, PC, TV, radio, eller i instrumentpaneler i biler, fly og andre former for maskiner, m.m.